# Epicharis zonata
Epicharis zonata är en biart som beskrevs av Smith 1854. Epicharis zonata ingår i släktet Epicharis och familjen långtungebin. Inga underarter finns listade i Catalogue of Life.

## Bildgalleri

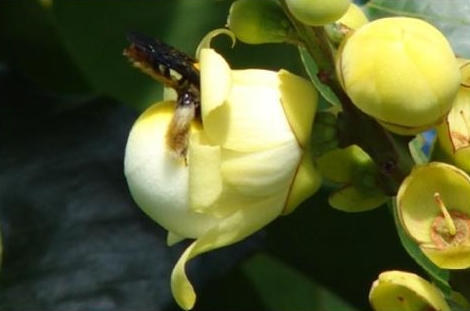